# 1291

## أحداث
- السلطان الأشرف صلاح الدين خليل يقوم ب فتح عكا.
- سقوط جزيرة طريف بعد أربعة أشهر من الحصار المفروض عليها من قبل سانشو الرابع ملك قشتالة والملك خايمي الثاني ملك أراغون ضد المرينيين، وتكلف محمد الثاني صاحب مملكة غرناطة بالانفاق على الجيوش القشتالية.

## مواليد
- أفونسو الرابع ملك البرتغال
- كليمنت السادس
- مارغاريتا إبنر

## وفيات
- أرغون خان
- إبراهيم أبوالعفيا
- السمرقندي
- العادل بدر الدين سلامش
- العفيف التلمساني
- سعدي